# Pekka Lyyski
Pekka Lyyski, född 26 juli 1953, är en före detta fotbollstränare. Han var tränare för IFK Mariehamn mellan 2003 och 2015.
Han tog laget från division två (tredje i seriesystemet) till högsta serien, Tipsligan på två år, där laget har spelat sedan 2005.
Lyyskis son Jani Lyyski var mittback i Djurgårdens IF och kapten i IFK Mariehamns ligalag.